# Stadttheater Klagenfurt

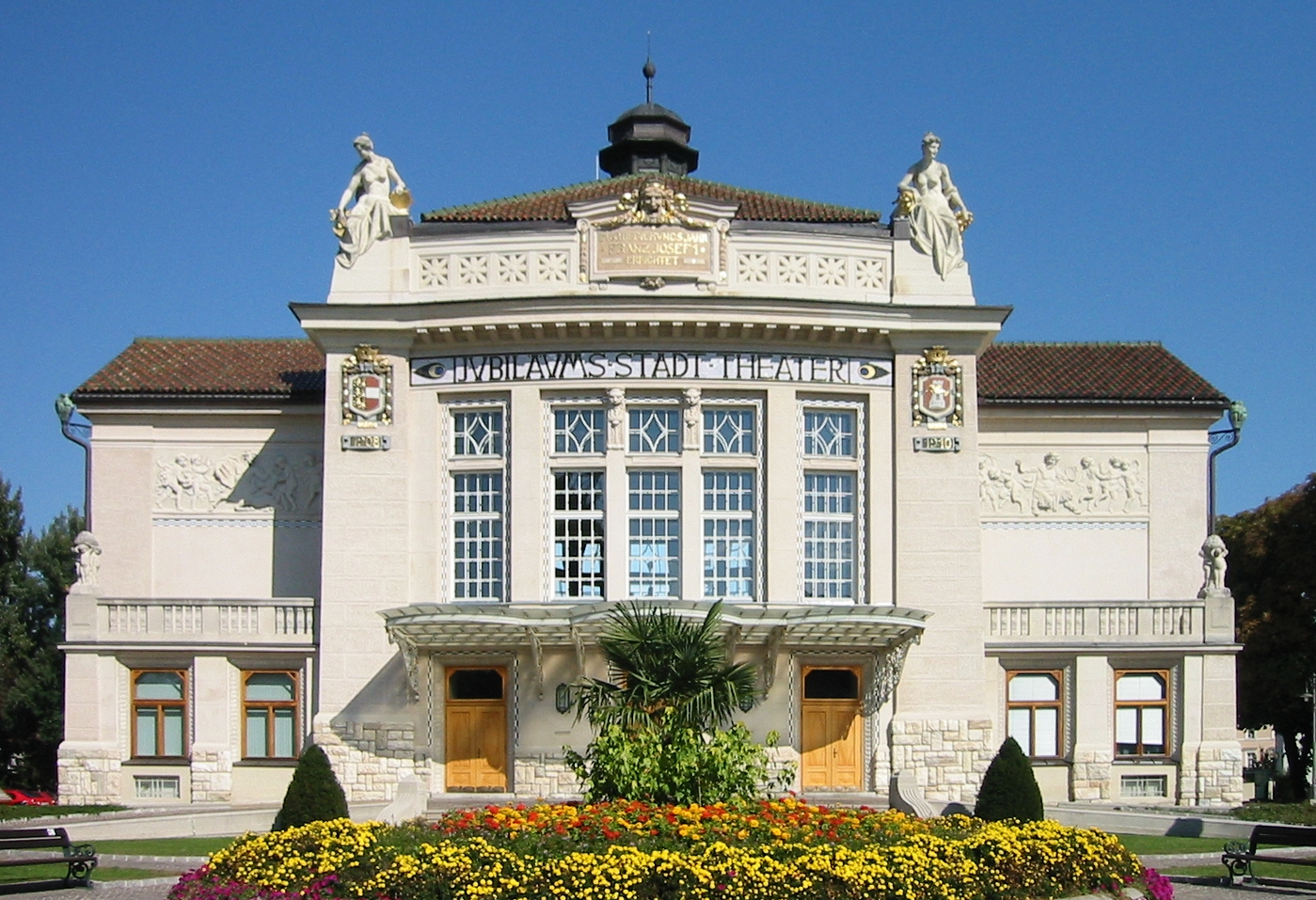
Stadttheater am Theaterplatz 4, Innere Stadt von Klagenfurt

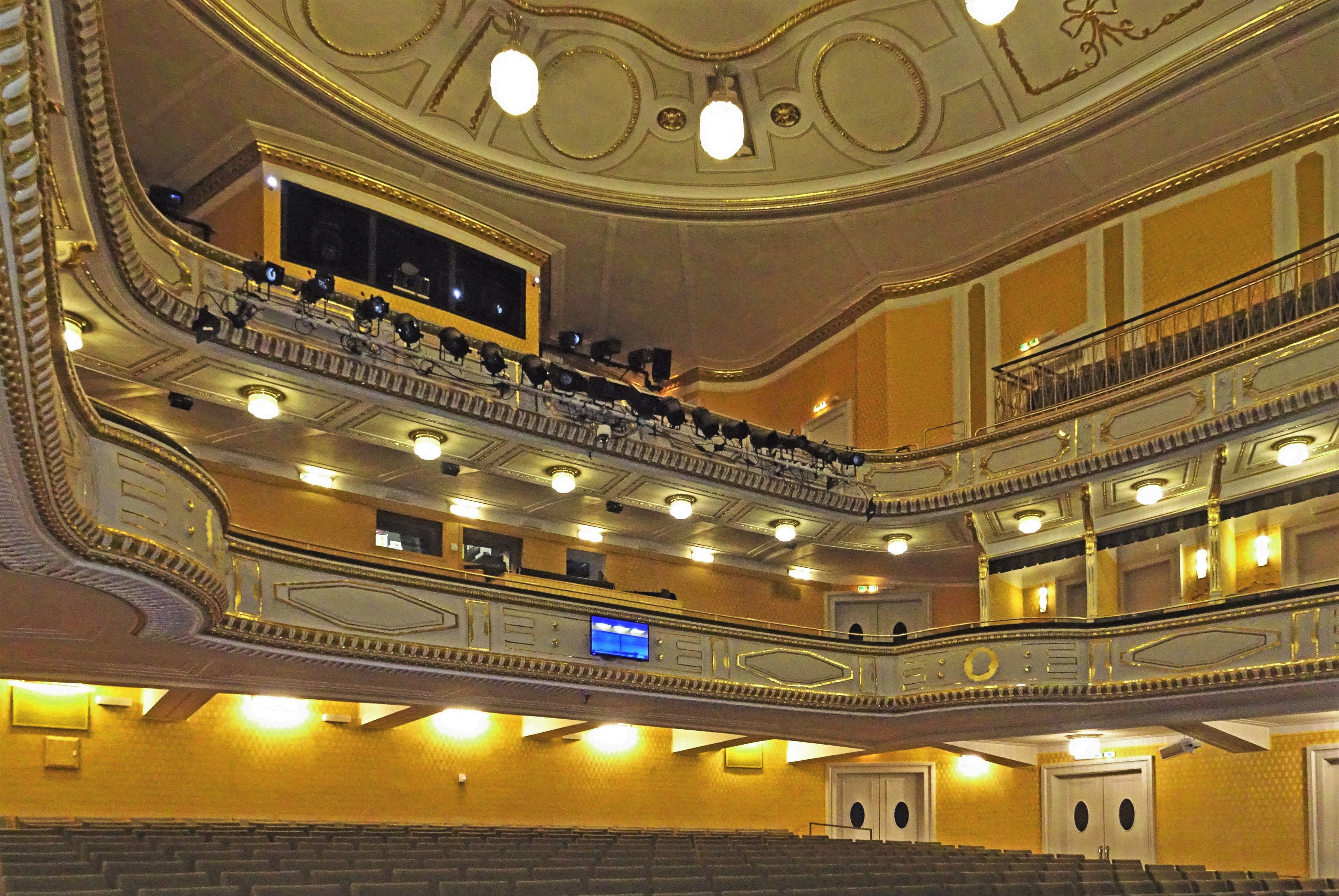
Innenansicht, Blick auf die Ränge

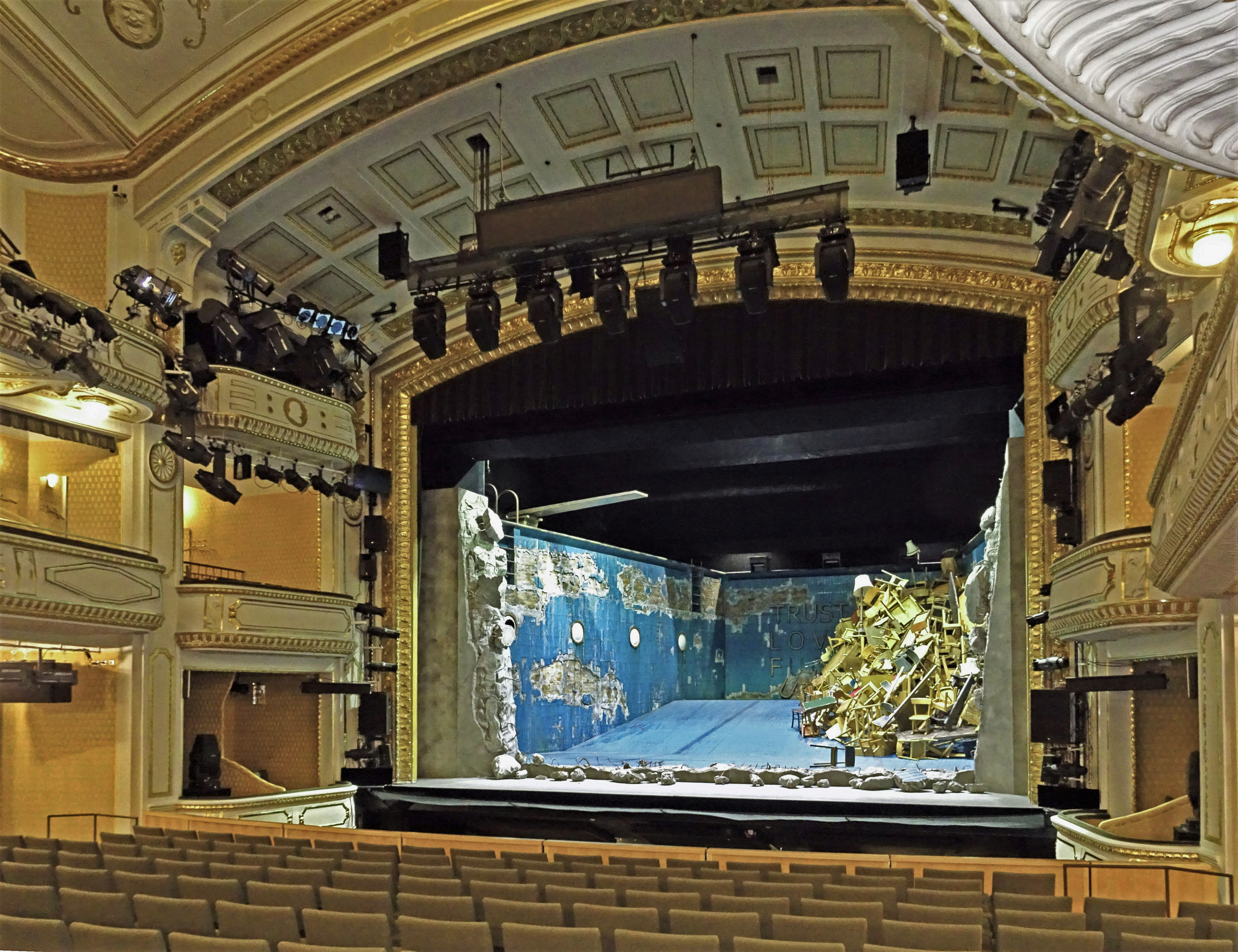
Innenraum, Blick auf die Bühne

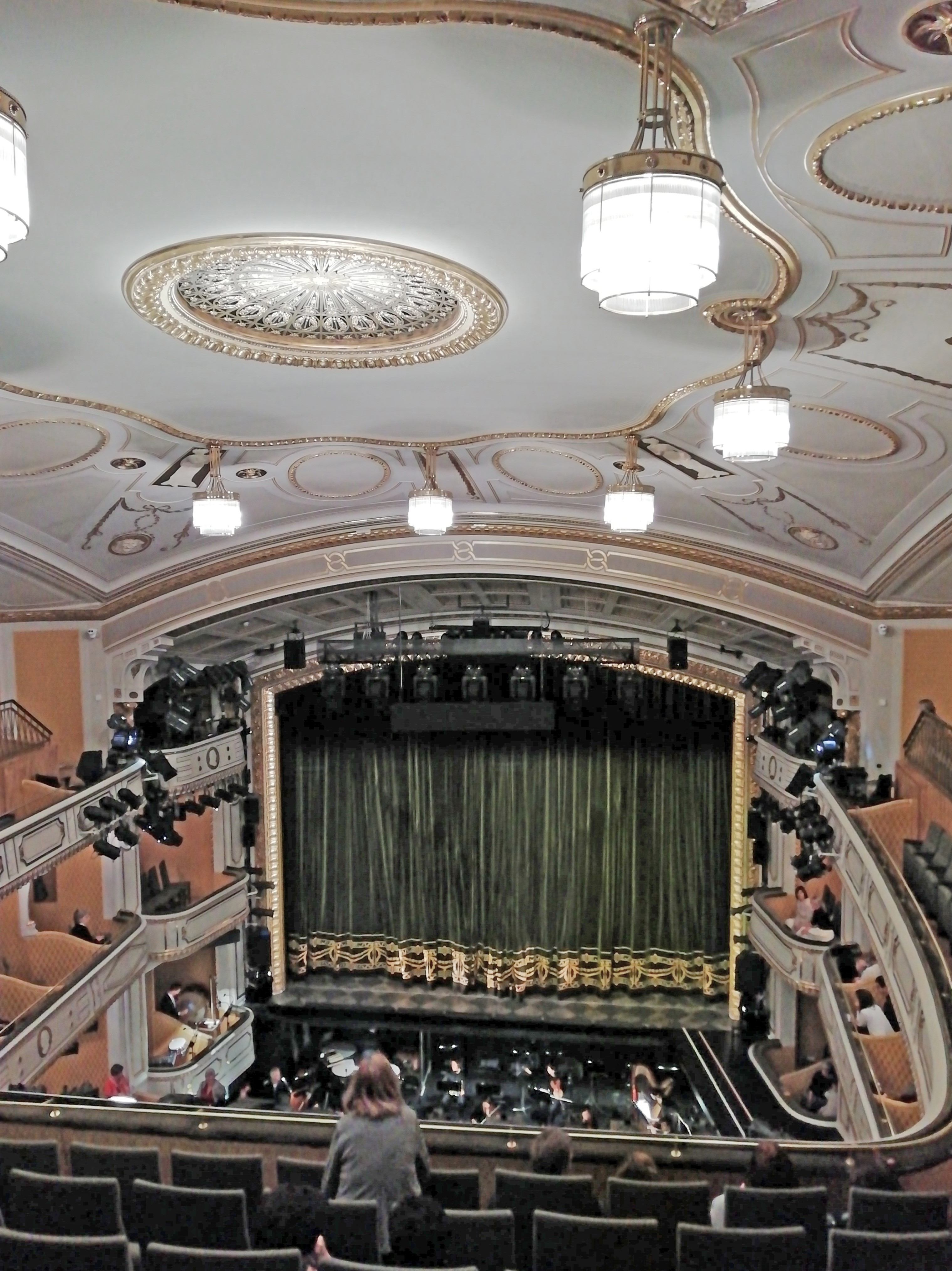
Innenansicht vom Rang über den Orchestergraben zur Bühne

Das Stadttheater Klagenfurt ist ein städtisches Theater der Stadt Klagenfurt am Wörthersee in Österreich.

## Geschichte
Das erste Theater in Klagenfurt wurde zwischen 1605 und 1620 als Ballhaus für die Aristokratie errichtet und diente deren gesellschaftlichen Vergnügungen. Mit der Zeit traten verstärkt italienische Gastspiele auf, die auf ihrer Reise von Venedig nach Wien gerne in Klagenfurt Halt machten. Das Ballhaus integrierte sich somit immer mehr in die österreichische Theaterszene des 17. und 18. Jahrhunderts und wurde schrittweise in ein Theaterhaus umgebaut. Die eigentliche Eröffnung als Theater fand 1737 statt. Das Theater unterstand den Landständen von Kärnten. Gegen Ende des 18. Jahrhunderts wurde das Theater auch schrittweise Intellektuellen, Militärs und Beamten geöffnet. Der anfangs hölzerne Theaterbau wurde 1811 neu aus Stein errichtet. Dieses wird als „Altes Theater“ bezeichnet.
im Jahr 1908 erfolgte der Spatenstich für das „Neue Theater“ in Klagenfurt, da sich das alte bereits in einem baufälligen Zustand befand. Am 22. September 1910 konnte das neue Theater anlässlich des 60. Regierungsjubiläums von Kaiser Franz Joseph I. als Jubiläums-Stadt-Theater eröffnet werden. Erbaut wurde das Theater durch das Wiener Architektenbüro Büro Fellner & Helmer als fast baugleiche Kopie der Stadttheater in Gießen und Gablonz, welche zuvor schon in den Jahren 1906 und 1907 errichtet wurden.

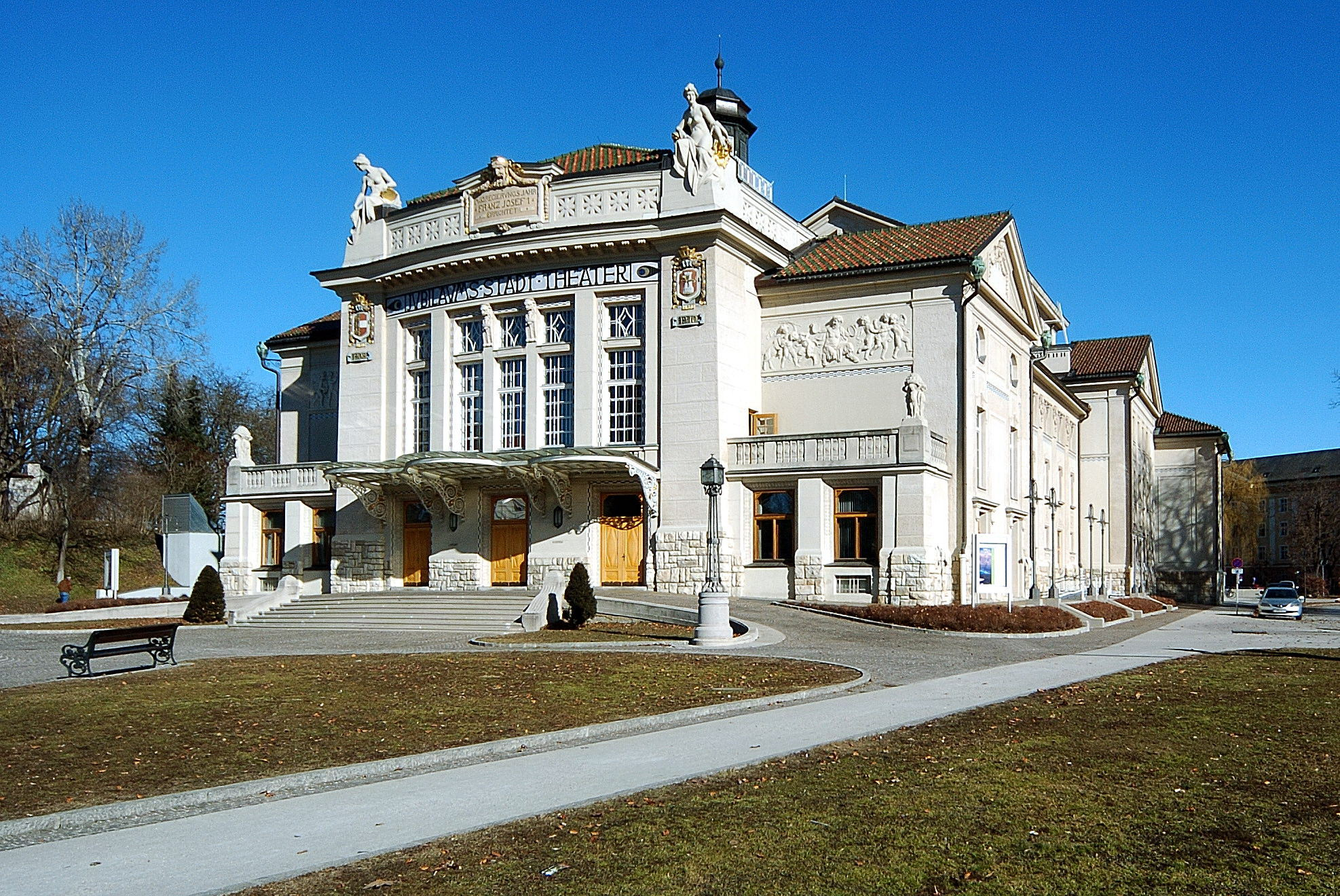
Klagenfurt
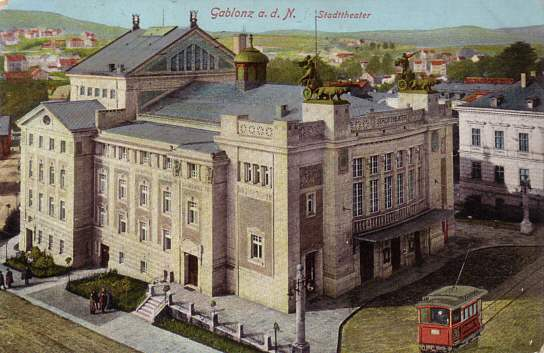
Gablonz
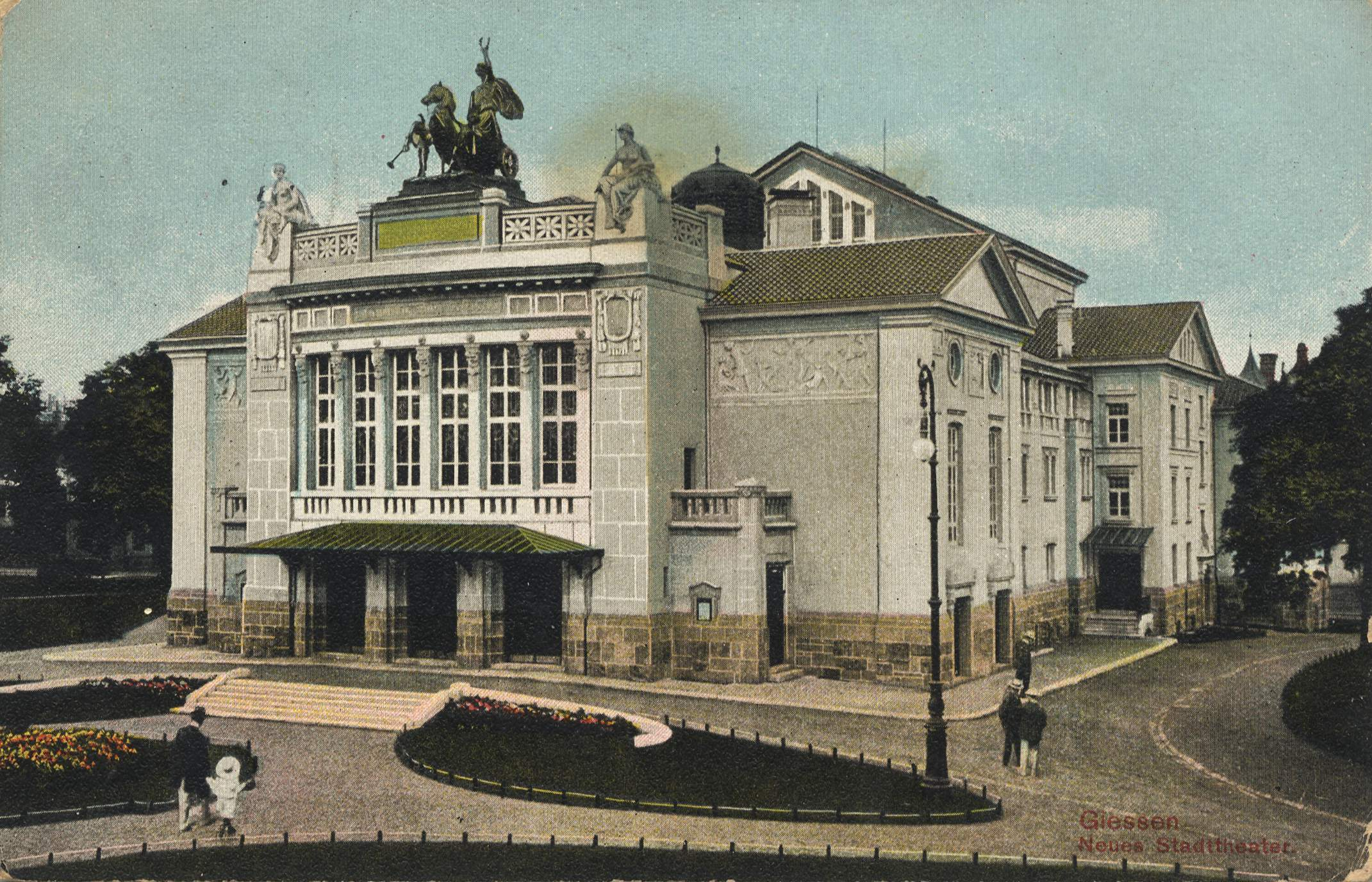
Gießen

## Bauwerk
Das heutige Theater wurde in klassizistischem Stil mit deutlichem Einfluss des Jugendstils – besonders im Innern – errichtet.

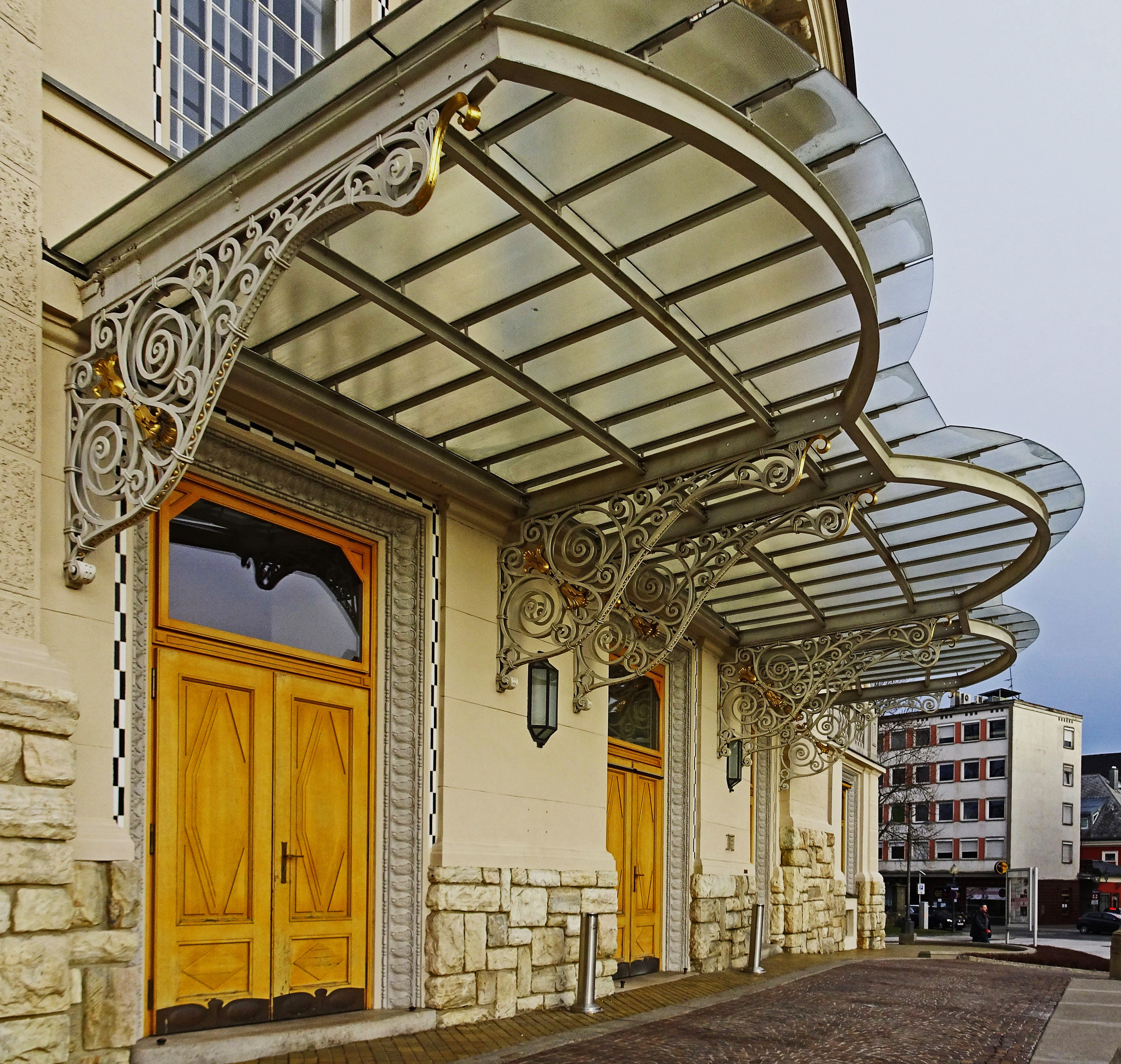
Eingang im Jugendstil
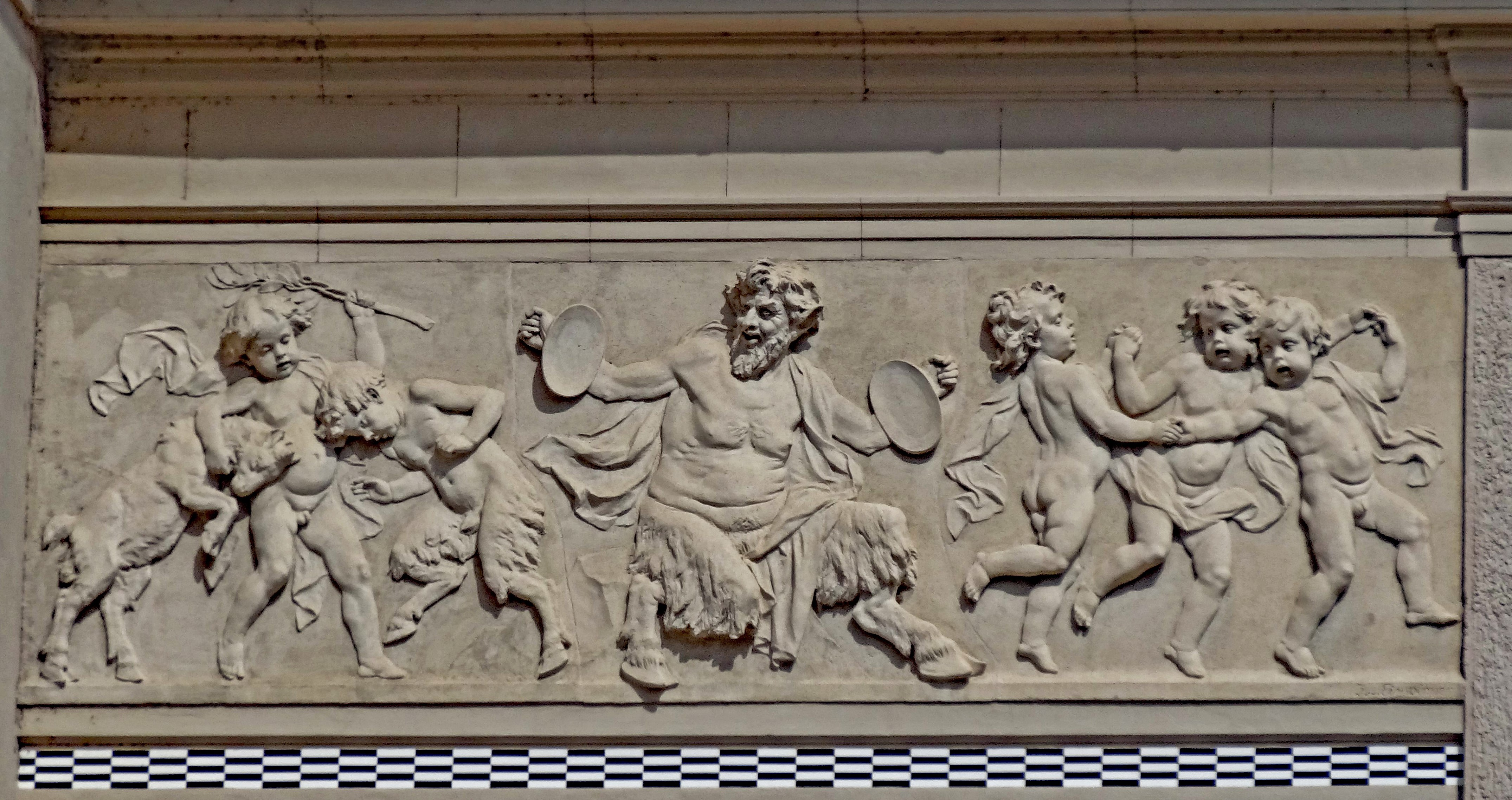
Fries mit tanzendem Satyr an der rechten Frontfassade
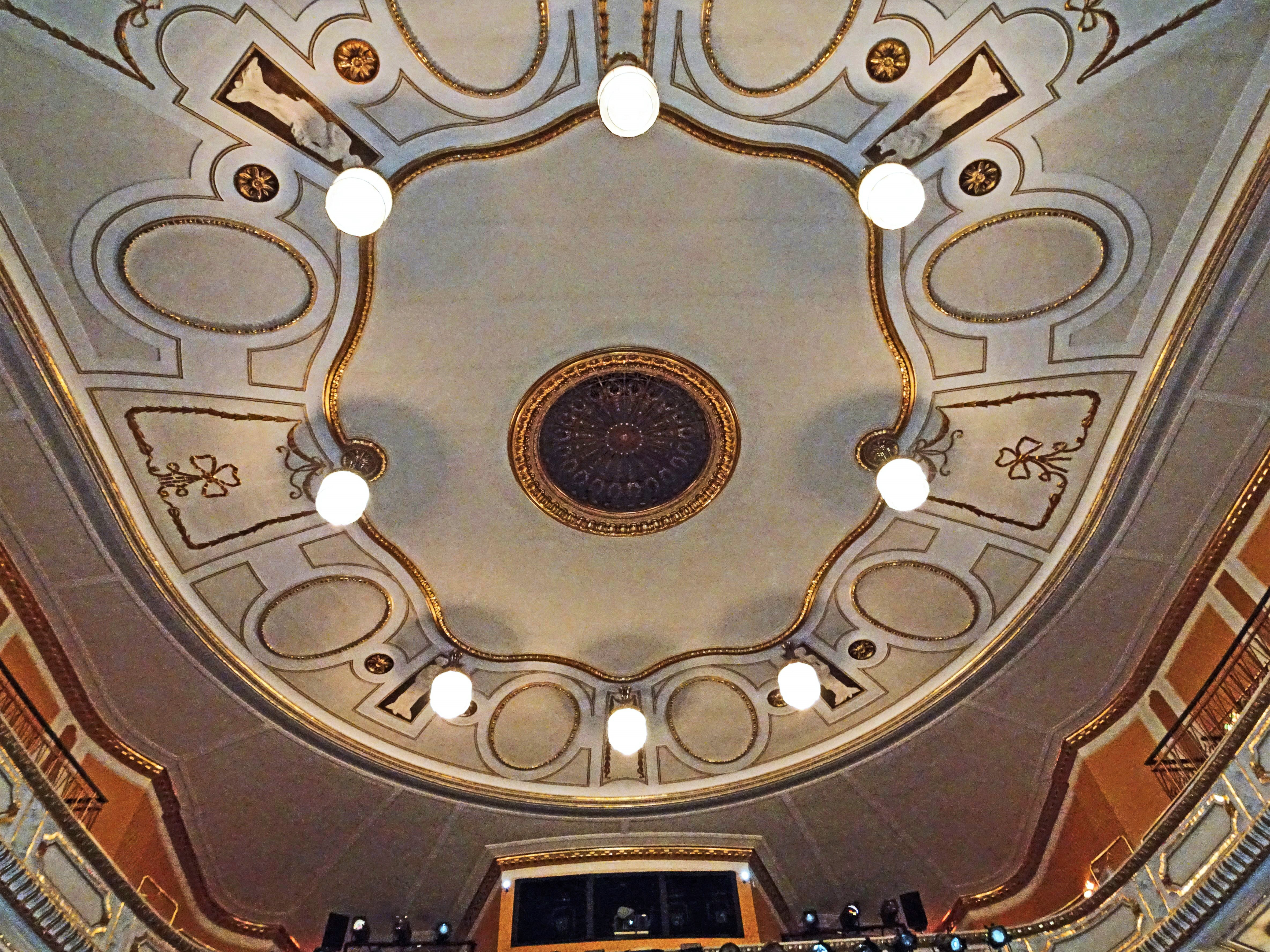
Decke des Zuschauerraumes
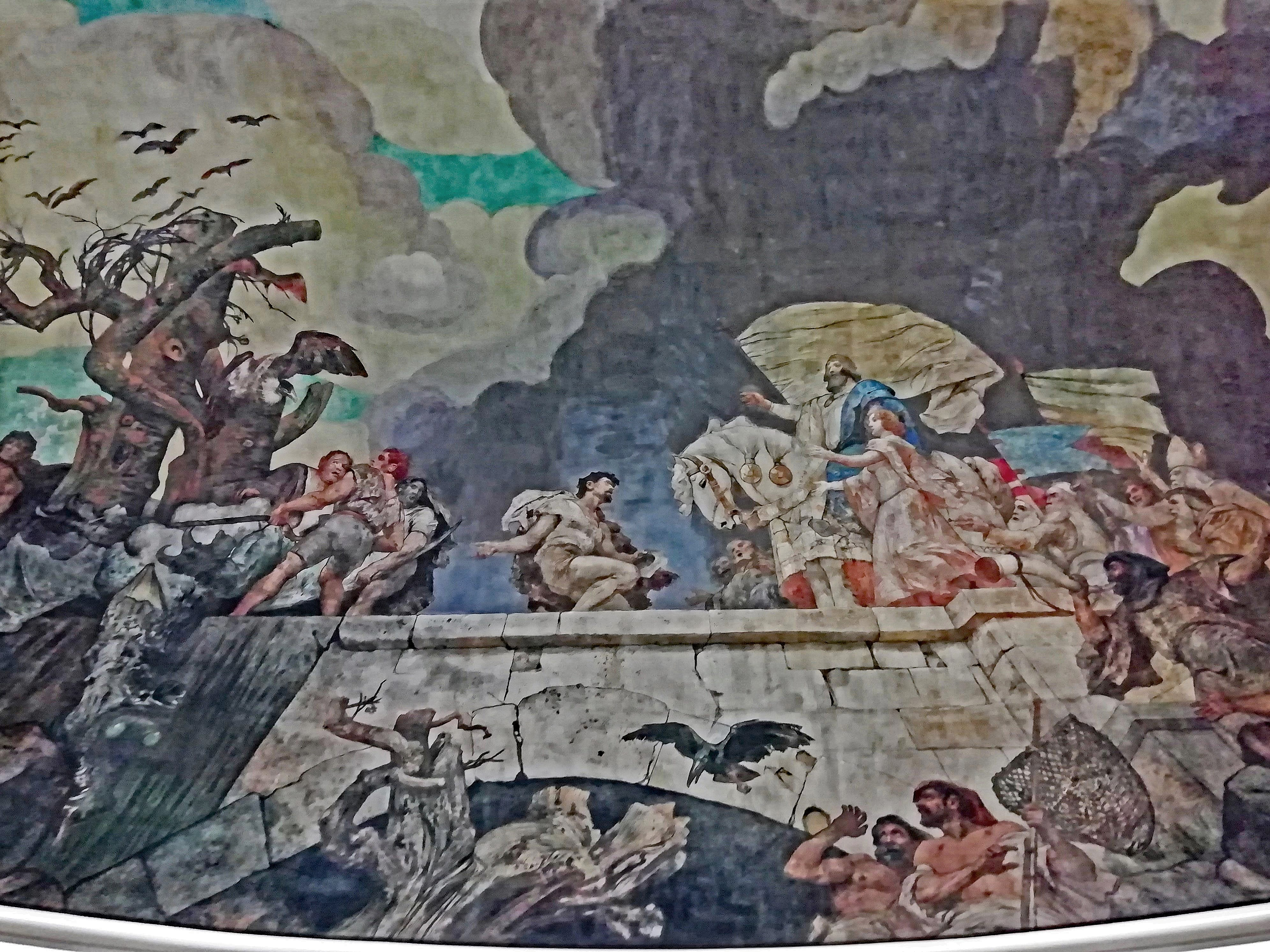
Deckengemälde im Obergeschoß
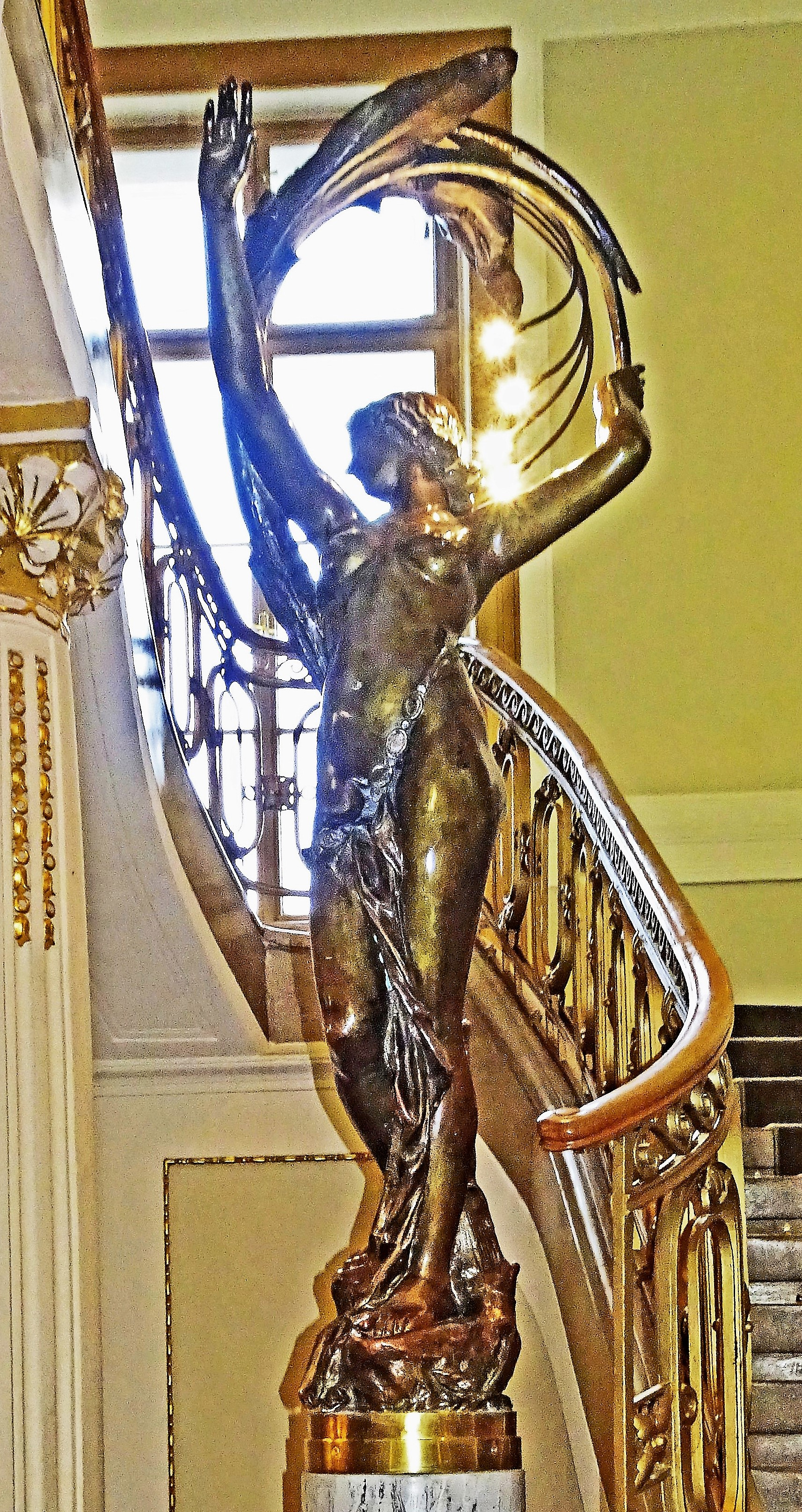
Jugendstil-Kandelaber

### Inschriften an der Stirnseite

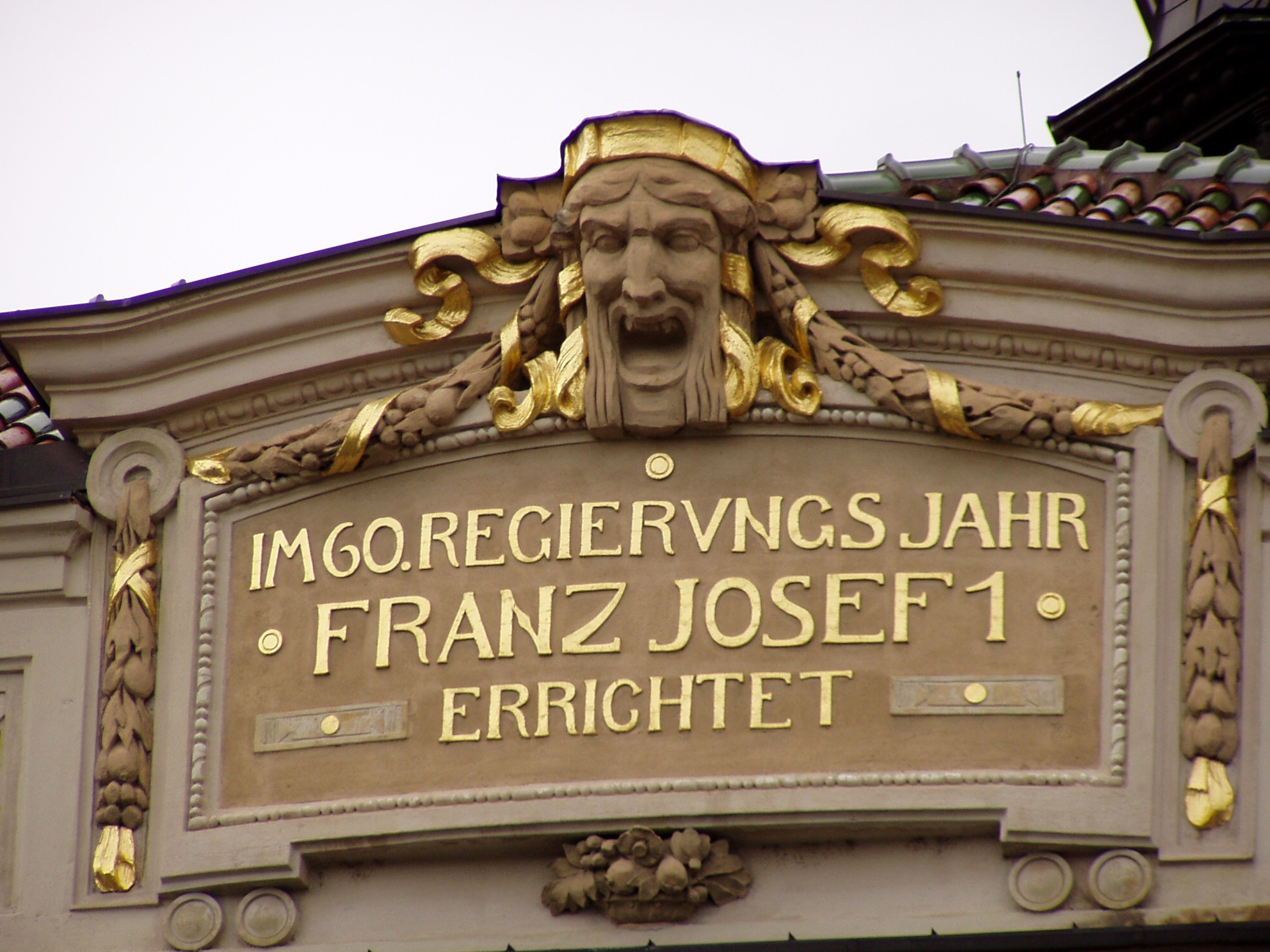
Erinnerungstafel zur Eröffnung im Jahr 1910

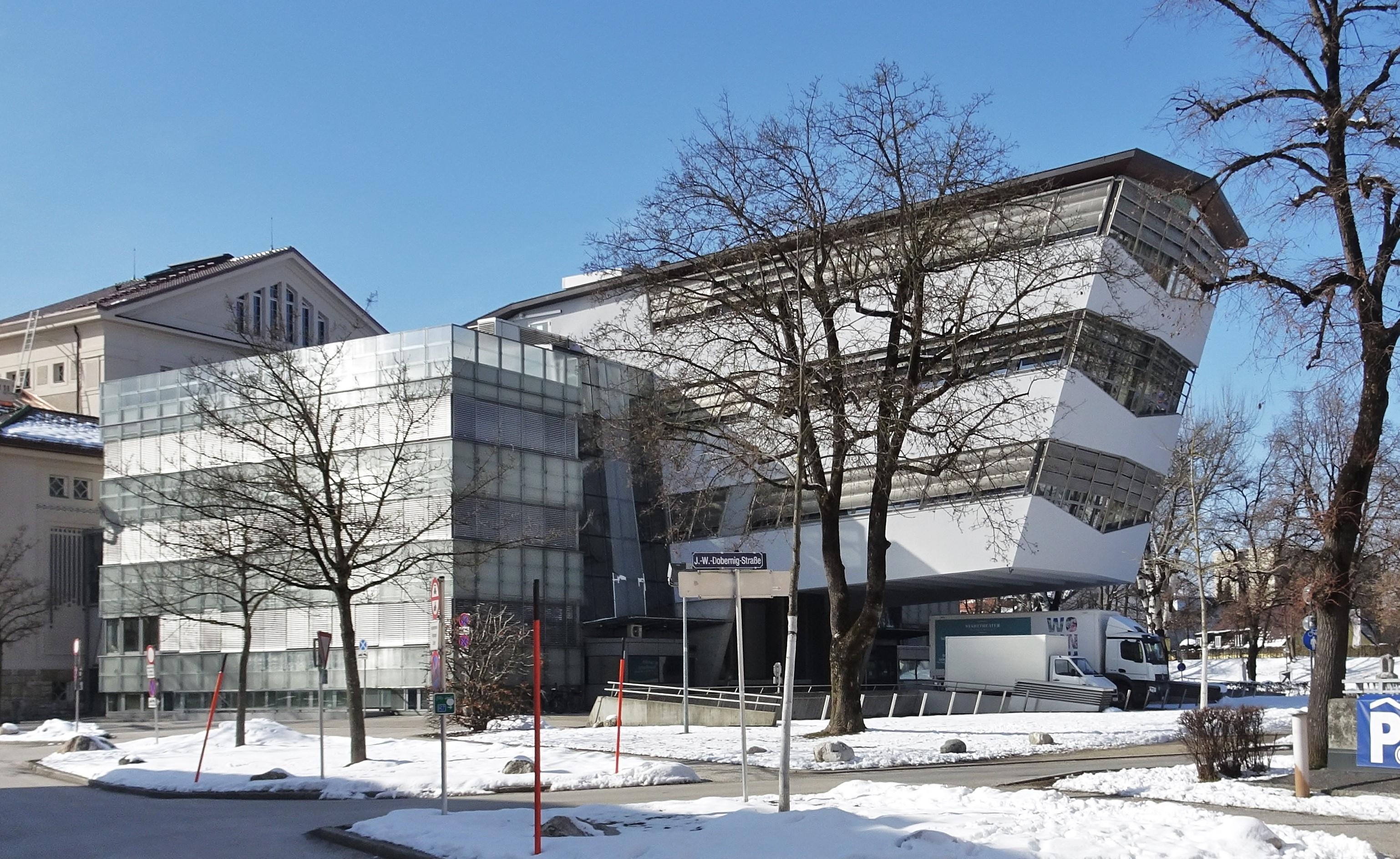
Der Zubau von Günther Domenig

An der Stirn- und Haupteingangsseite befinden sich die Erinnerungstafel und der Theatername:
- Unter dem Dachfirst, als Bestandteil der Zierbalustrade befindet sich die Erinnerungstafel. Sie ist vorspringend umrahmt mit einem Podestansatz, zwei stilisierte Säulen und von einem angedeuteten, geschwungenen Dachgiebel bedeckt, dem ein allegorischer Grimassenkopf vorgehängt ist. In dieser Umrahmung befindet sich die Tafel mit dem folgenden Text:

IM 60. REGIERVNGSJAHR

      • FRANZ JOSEF 1 •

         • ERRICHTET •
- Unterhalb des Dachüberstands befindet sich an der Frontseite die Inschrift:

• JVBILAVMS-STADT-THEATER •
Links von der Inschrift ist das Kärntner Wappen und rechts davon das Klagenfurter Stadtwappen; beide sind rechteckig von Schmuckgirlanden umrahmt, jeweils von einem stilisierten Herzoghut bekrönt. Unterhalb des Girlanden-Rechtecks sind die Jahreszahlen: links »1908« und rechts »1910«.

### Um- und Zubauten im 20. Jahrhundert
In den 1960er-Jahren wurden weitere Ausbauten getätigt, u. a. wurde die Anzahl der Stehplätze reduziert und ein Zubau für das Bühnenhaus entstand. Intendant war von 1968 bis 1992 Herbert Wochinz. In den Jahren 1996 bis 1998 wurde das Stadttheater nach Plänen von Günther Domenig umgebaut und bekam an der Rückseite einen modernen Trakt angebaut.

## Theatergeschichte

### Die Ära Pflegerl
Von 1992 bis 2007 war Dietmar Pflegerl Intendant des Stadttheaters. Seine Intendanz, die im Jahr 2007 mit seinem Ableben endete, wird als bedeutende Ära für das Klagenfurter Stadttheater betrachtet. Pflegerl änderte den Stil des Drei-Sparten-Theaters mit gesellschaftskritischen Stücken und Inszenierungen. Er holte die Schauspieler Otto Schenk, Wolfgang Böck, Karl Merkatz und Fritz Karl, die Musicalstars Uwe Kröger und Rafi Weinstock, die Opernsänger Albert Dohmen, Danilo Rigosa, Maria Candidda und Sebastian Holecek und die Dirigenten Alexander Joel, Michael Güttler und Guido Mancusi ans Haus. Als Regisseure inszenierten regelmäßig u. a. Martin Kušej, Leonard Prinsloo, Wolfgang Böck und Michael Sturminger.
Pflegerl verpflichtete mehrfach den Kärntner Autor Peter Turrini  für schauspielerische Auftragswerke, die in Klagenfurt zur Uraufführung gelangten. Zudem wurde das Stadttheater Klagenfurt unter Pflegerls Führung zum Sprungbrett für Nachwuchstalente, z. B. für den Bassbaritons Albert Dohmen. Das Kärntner Sinfonieorchester, kurz KSO, steigerte sich in der Ära Pflegerl unter dem Chefdirigenten Guido Mancusi (2003 bis 2007) beträchtlich. Unter Pflegerls Intendanz war das Theater meist mit über 90 % ausgelastet.

### Die Post-Pflegerl-Ära
Im Jahr 2007 wurde Josef Ernst Köpplinger zum Intendanten des Stadttheater Klagenfurt berufen. Er hatte diese Funktion von 2007 bis 2012 inne. Dort initiierte er im Jahr 2010 den MUT-Wettbewerb für musikalisches Unterhaltungstheater. Unter Köpplingers Intendanz fiel auch zum 100-jährigen Bestehen des Landestheaters Klagenfurt die Uraufführung der bisher verschollenen Cherubini-Oper Koukourgi in der Spielzeit 2010/11, die vom Fernsehsender 3sat live übertragen wurde.
Im Jahr 2012 wurde Florian Scholz Intendant. Im Juni 2019 wurde bekannt, dass er das Theater vorzeitig mit Ende der Saison 2019/20 verlassen und ans Theater Bern wechseln soll. Sein Vertrag wäre bis 2020/21 gelaufen. Im November 2019 wurde der deutsche Opernregisseur Aron Stiehl als neuer Intendant des Klagenfurter Stadttheaters präsentiert.
Im Februar 2021 wurde Nicholas Milton als Nachfolger von Nicholas Carter als Chefdirigent des im Stadttheater Klagenfurt beheimateten Kärntner Sinfonieorchesters (KSO) ab der Spielzeit 2021/2022 vorgestellt.

### Nestroy-Theaterpreis
Das Stadttheater Klagenfurt konnte 2003, 2006, 2011, 2018 und 2022 jeweils Nestroy-Theaterpreise in verschiedenen Kategorien gewinnen.
2018 wurde das Stadttheater Klagenfurt für die beste Bundesländer-Aufführung mit dem Nestroy-Theaterpreis ausgezeichnet. Bei dem prämierten Theaterstück handelt es sich um die Tragödie Iwanow, die in einer Kooperation mit den Vereinigten Bühnen Bozen aufgeführt wurde.

## Kärntner Sinfonieorchester (KSO)
Das KSO ist das Orchester des Landes Kärnten. Als Theaterorchester gestaltet es einerseits die Opern, Operetten und Musicals am Stadttheater Klagenfurt. Andererseits bespielt es symphonisch das Klagenfurter Konzerthaus. Weiters ist es das heimische Orchester beim Festival Carinthischer Sommer. Erste Konzertmeisterin ist seit 2021 Frosina Bogdanoska.

### Chefdirigenten des KSO
- 1992–1997 Ivan Pařík
- 1998–2002 Michael Güttler
- 2003–2007 Guido Mancusi
- 2007–2013 Peter Marschik[6]
- 2013–2016/17 Alexander Soddy
- 2018–2021 Nicholas Carter[7]
- 2021–2025 Nicholas Milton
- Designiert ab 2025 Chin-Chao Lin

## Belege
1. ↑  Florian Scholz verlässt Stadttheater. Abgerufen am 20. Juni 2019.
2. ↑  Aron Stiehl neuer Stadttheater-Intendant. In: ORF.at. 20. November 2019, abgerufen am 21. November 2019.
3. ↑  Milton neuer Chefdirigent des Kärntner Sinfonieorchesters. In: ORF.at. 23. Februar 2021, abgerufen am 24. Februar 2021.
4. ↑  Über das Orchester. Stadttheater Klagenfurt, abgerufen am 4. April 2025.
Kärntner Sinfonieorchester (KSO). In: Oesterreichisches Musiklexikon Online. Österreichische Akademie der Wissenschaften, Wien, abgerufen am 4. April 2025.
5. ↑  Theaterleitung. Stadttheater Klagenfurt, abgerufen am 4. April 2025.
6. ↑  Letzte Produktion für den Chefdirigenten. In: ORF Kärnten. 16. April 2013, abgerufen am 7. April 2025.
7. ↑  Nicholas Carter wird Chefdirigent des Kärntner Sinfonieorchesters. Mein Klagenfurt, 12. März 2017, abgerufen am 5. April 2025.
Nicholas Carter. Bühnen Bern, abgerufen am 7. April 2025.

Koordinaten: 46° 37′ 36,9″ N, 14° 18′ 18,7″ O